# Elfershausen (Bawaria)
Elfershausen – gmina targowa w Niemczech, w kraju związkowym Bawaria, w rejencji Dolna Frankonia, w regionie Main-Rhön, w powiecie Bad Kissingen, siedziba wspólnoty administracyjnej Elfershausen. Leży w Rhön, około 10 km na południowy wschód od Bad Kissingen, nad rzeką Soława Frankońska, przy autostradzie A7, drodze B287 i linii kolejowej Bad Kissingen – Gemünden am Main.

## Dzielnice
W skład gminy wchodzą następujące dzielnice: Elfershausen, Engenthal, Langendorf, Machtilshausen, Trimberg.

## Demografia
| Rok  | Liczba mieszk. |
| ---- | -------------- |
| 1970 | 2.818          |
| 1987 | 2.877          |
| 2000 | 3.033          |
| 2005 | 2.988          |

## Polityka
Wójtem od 2002 jest Ludwig Neeb (CSU), jego poprzednikiem był Otmar Pfister (CSU/Wspólnota Wyborcza).

## Zabytki i atrakcje
- zamek Trimburg
- zamek Elfershausen
- stolarnia w dzielnicy Machtilshausen

## Oświata
(na 1999)

W gminie znajduje się 123 miejsc przedszkolnych (121 dzieci), szkoła podstawowa i Hauptschule.